# Sara Ahmed (tyngdlyftare)
Sara Ahmed Samir, född 1 januari 1998 i Ismailia, är en egyptisk tyngdlyftare.
Ahmed blev olympisk bronsmedaljör i 69-kilosklassen i tyngdlyftning vid sommarspelen 2016 i Rio de Janeiro. Vid olympiska sommarspelen 2024 i Paris tog hon silver i 81 kg-klassen.